# Kogotus modestus
Kogotus modestus är en bäcksländeart som först beskrevs av Banks 1908.  Kogotus modestus ingår i släktet Kogotus och familjen rovbäcksländor. Inga underarter finns listade i Catalogue of Life.